# HMS Stork (L81)
«Сторк» (англ. HMS Stork (L81) — військовий корабель, шлюп типу «Біттерн» Королівського військово-морського флоту Великої Британії за часів Другої світової війни.
Корабель брав активну участь у бойових діях на морі в Другій світовій війні, бився у Північній Атлантиці, біля берегів Франції, Англії, Норвегії, Північної Африки, супроводжував атлантичні конвої. В ході війни служив у ескортних групах супроводу транспортних конвоїв та був успішним протичовновим кораблем, на рахунку якого знищення чотирьох підводних човнів U-131, U-574, U-252 і U-634. За проявлену мужність та стійкість у боях бойовий корабель заохочений п'ятьма бойовими відзнаками.

## Історія створення
Шлюп «Сторк» був закладений 19 червня 1935 року на верфі компанії William Denny and Brothers у Дамбартоні. 21 квітня 1936 року він був спущений на воду, а 10 вересня 1936 року увійшов до складу Королівських ВМС Великої Британії.

## Історія служби
На початку бойових дій у вересні 1939 року «Сторк» перебував у верфі на модернізації та переозброєнні; до листопада він завершив випробування і був призначений для конвоювання в Північному морі, на маршрутах поздовж східного узбережжя.
У квітні 1940 «Сторк» взяв участь у Норвезькій кампанії. Після її провалу шлюп разом з есмінцями «Ерроу», «Ветеран» і 10 озброєними траулерами залучався до евакуації союзних військ з Нарвіка. На переході потрапив під повітряну атаку, допомагаючи пізніше врятувати вцілілих з транспорту MS Chrobry.
У вересні 1940 року «Сторк» був пошкоджений унаслідок повітряного нападу на конвой біля східного узбережжя і наступні шість місяців провів у доку.
У червні 1941 року шлюп завершив ремонт і випробування, а в серпні під командуванням командира Ф. Дж. Волкера очолив 36-ту ескортну групу (36 EG), яка забезпечувала охорону транспортних конвоїв, що курсували між Гібралтаром та Південною Атлантикою. У грудні 1941 року, перебуваючи біля Гібралтару, «Сторк» і «Самфір» атакували U-568, який був пошкоджений і змушений повернутися на базу. Пізніше того ж місяця «Сторк» на чолі своєї ескортної групи, посиленої новим ескортним авіаносцем «Одасіті» та іншими кораблями, супроводжували конвой HG 76 з Гібралтару до Британії. Під час переходу кораблями супроводу було потоплено п'ять ворожих підводних човнів, чотири кораблями 36 EG, причому «Сторк» брав участь у знищенні U-131 і U-574, який був атакований та протаранений «Сторком».
22 грудня «Сторк» був пошкоджений у зіткненні зі шлюпом «Дептфорд».
14 квітня 1942 року, рушаючи разом із конвоєм OG 82, «Сторк» та корвет «Ветч» потопили U-252. У червні конвой HG 84 був атакований «вовчою зграєю» «Ендрасс»; п'ять суден було потоплено, але Волкер і його 36EG були відзначені за їхню енергійну оборону. Під час цієї дії «Сторк» і «Гарденія» атакували та пошкодили U-132, змусивши його відступити з поля бою. У серпні Волкер прийняв командування 20-ю групою супроводження (20EG), де «Сторк» був визначений флагманським кораблем. 20EG діяла у супроводженні конвоїв ON 132 і SC 102, після чого була розформована й переведена на забезпечення операції «Смолоскип». 12 листопада під час супроводу конвою KMS 1 в Середземному морі «Сторк» був торпедований U-77 біля Алжиру. Його відбуксували до Гібралтару для тимчасового ремонту, а потім доставили до Фалмута для подальшого ремонту.
У червні 1943 року «Сторк» передали до 37-ї ескортної групи, а 30 серпня 1943 року, супроводжуючи конвой SL 135, разом із корветом «Стоункроп» потопив U-634 у північній Атлантиці на схід від Азорських островів. У 1944 році шлюп входив до складу 116-ї ескортної групи, яка підтримувала операцію «Нептун». У січні 1945 року, коли війна в Європі добігла кінця, «Сторк» прибув для переобладнання в Портсмут, готуючись до переведення до Британського Тихоокеанського флоту, але робота була відкладена і не завершена до капітуляції Японії та завершення Другої світової війни.
Після війни «Сторк» перевели до резерву, але в січні 1946 року його знову повернули до строю й призначили старшим кораблем в ескадру рибоохоронної охорони, де корабель прослужив два роки, перш ніж знову був виведений до резерву. У 1958 році списаний на брухт.